# 1998 a sportban
1998 legfontosabb sporteseményei a következők voltak:
- január 2–9. – FIDE-sakkvilágbajnoki döntő Lausanne-ban Anatolij Karpov és Visuvanádan Ánand között, amelyen Karpov megvédi címét.
- január 7–18. – A 8. úszó-világbajnokság, Perth, Ausztrália.
- február 7–22. – A 18. téli olimpia Naganóban.
- május – Az Újpest FC nyeri a magyar labdarúgó-bajnokság, a PNB küzdelmeit.
- május 13. – Az MTK a Vasas stadionjában megvívott kupadöntőn 1–0-ra nyer az Újpest ellen.
- május 17–24. – Fehéroroszországban rendezik meg a 32. amatőr ökölvívó-Európa-bajnokságot, ahol Erdei Zsolt aranyérmet szerez.
- július 12. – A rendező Franciaország válogatottja nyeri a labdarúgó világbajnokságot Brazília előtt.
- szeptember 26. – október 13. – A 33. nyílt és 18. női sakkolimpia Elisztában.
- november 1. – A Japán Nagydíjon elért győzelmével a Formula–1-es világbajnokság győztese Mika Häkkinen.
- december 11–20. – A 3. női kézilabda-Európa-bajnokság Hollandiában.
- december 5. – A magyar kosárlabda-válogatott a Salgótarjáni Városi Sportcsarnokban 60:59 arányban legyőzi az orosz kosárlabda-válogatottat. A győztes kosarat az utolsó pillanatban Halm Roland dobta be.
- december 11–13. – Sheffieldben rendezik a rövid pályás úszó-Európa-bajnokságot.

## Születések
- ? – Ligárt Ábel, magyar műugró

### Január
| Születés   | Név                                  | Nemzetiség, sportág, eredmények | Halálozás |
| ---------- | ------------------------------------ | --- | --------- |
| január 1.  | Enock Mwepu                          | U20-as afrikai nemzetek kupája győztes zambiai válogatott labdarúgó                                                                                  |           |
| január 1.  | Maxime Wackers                       | francia labdarúgó |           |
| január 2.  | Manu García                          | spanyol válogatott labdarúgó |           |
| január 2.  | Chidera Ejuke                        | nigériai válogatott labdarúgó |           |
| január 5.  | Carles Aleñá                         | spanyol labdarúgó |           |
| január 5.  | Kervin Arriaga                       | hondurasi válogatott labdarúgó |           |
| január 6.  | Jack LaFontaine                      | amerikai jégkorongozó |           |
| január 6.  | Szőke Dániel                         | magyar labdarúgó |           |
| január 6.  | Jérémy Guillemenot                   | svájci korosztályos válogatott labdarúgó |           |
| január 7.  | Jessy Deminguet                      | francia labdarúgó |           |
| január 7.  | Vegard Erlien                        | norvég korosztályos válogatott labdarúgó |           |
| január 8.  | Linus Lindström                      | U18-as és U20-as világbajnoki ezüstérmes svéd jégkorongozó                                                                                           |           |
| január 9.  | Juanjo Purata                        | mexikói labdarúgó |           |
| január 12. | Korpa Bence                          | magyar sakknagymester |           |
| január 12. | Otto Somppi                          | U18-as világbajnok finn jégkorongozó |           |
| január 12. | João Moutinho                        | portugál labdarúgó |           |
| január 12. | Rafik Zekhnini                       | norvég korosztályos válogatott labdarúgó |           |
| január 14. | George Cox                           | angol labdarúgó |           |
| január 16. | Odsonne Édouard                      | U17-es Európa-bajnok francia guyanai születésű francia labdarúgó                                                                                     |           |
| január 17. | Jeff Reine-Adélaïde                  | U17-es Európa-bajnok francia labdarúgó |           |
| január 18. | Egri Viktória                        | Európa-bajnoki bronzérmes magyar sportlövő, olimpikon                                                                                                |           |
| január 20. | Skyler McKenzie                      | kanadai jégkorongozó |           |
| január 20. | Szalai Attila                        | magyar válogatott labdarúgó |           |
| január 21. | Lianna de la Caridad Montero Herrera | világbajnoki és pánamerikai játékok bronzérmes, pánamerikai bajnokság ezüstérmes és közép-amerikai játékok aranyérmes kubai női szabadfogású birkózó |           |
| január 21. | Borna Sosa                           | világbajnoki bronzérmes horvát labdarúgó |           |
| január 21. | Pervis Estupiñán                     | ecuadori válogatott labdarúgó |           |
| január 22. | Justin Bijlow                        | holland válogatott labdarúgó |           |
| január 22. | Valíd Sedíra                         | marokkói válogatott labdarúgó |           |
| január 23. | Tim Söderlund                        | U18-as és U20-as világbajnoki ezüstérmes svéd jégkorongozó                                                                                           |           |
| január 24. | Mehdí Benábíd                        | marokkói korosztályos válogatott labdarúgó |           |
| január 25. | Timothe Cognat                       | francia labdarúgó |           |
| január 26. | Takács Ronald                        | magyar labdarúgó |           |
| január 28. | Adrià Guerrero                       | spanyol labdarúgó |           |
| január 28. | Thomas Poppler Isherwood             | svéd labdarúgó |           |
| január 30. | Jacob Cederholm                      | U18-as világbajnoki ezüstérmes svéd jégkorongozó |           |
| január 31. | Amadou Haidara                       | mali válogatott labdarúgó |           |

### Február
| Születés    | Név                  | Nemzetiség, sportág, eredmények                                                                | Halálozás |
| ----------- | -------------------- | ---------------------------------------------------------------------------------------------- | --------- |
| február 1.  | Joseph Paintsil      | ghánai válogatott labdarúgó                                                                    |           |
| február 2.  | Will Brennan         | amerikai baseballjátékos                                                                       |           |
| február 2.  | Lena Pauels          | U17-es Európa-bajnok német női labdarúgó                                                       |           |
| február 3.  | Jang Hao             | junior és felnőtt világbajnok, ifjúsági olimpiai bajnok kínai műugró                           |           |
| február 3.  | Michael McLeod       | U20-as világbajnok kanadai jégkorongozó                                                        |           |
| február 3.  | Sam Steel            | U20-as világbajnok kanadai jégkorongozó                                                        |           |
| február 3.  | Szalai András        | magyar labdarúgó                                                                               |           |
| február 4.  | Libor Hájek          | cseh jégkorongozó                                                                              |           |
| február 4.  | Maximilian Wöber     | osztrák válogatott labdarúgó                                                                   |           |
| február 4.  | Eray Cömert          | svájci válogatott labdarúgó                                                                    |           |
| február 5.  | Nick Lodolo          | amerikai baseballjátékos                                                                       |           |
| február 6.  | Adley Rutschman      | amerikai baseballjátékos                                                                       |           |
| február 7.  | Alejandro Zendejas   | / mexikói és amerikai válogatott labdarúgó                                                     |           |
| február 10. | Axel Jonsson-Fjällby | U18-as és U20-as világbajnoki ezüstérmes svéd jégkorongozó                                     |           |
| február 11. | Carel Eiting         | holland labdarúgó                                                                              |           |
| február 11. | Trent Frederic       | U17-es világbajnoki ezüstérmes, U18-as és U20-as világbajnoki bronzérmes amerikai jégkorongozó |           |
| február 12. | Jeff Chabot          | német labdarúgó                                                                                |           |
| február 13. | Liam Fraser          | kanadai válogatott labdarúgó                                                                   |           |
| február 13. | Birk Risa            | norvég korosztályos válogatott labdarúgó                                                       |           |
| február 14. | Sander Berge         | norvég válogatott labdarúgó                                                                    |           |
| február 15. | Dennis Cholowski     | kanadai jégkorongozó                                                                           |           |
| február 15. | George Russell       | brit autóversenyző, Formula–1-es pilóta                                                        |           |
| február 17. | Max Jones            | U17-es világbajnoki ezüstérmes és U20-as világbajnoki bronzérmes kanadai jégkorongozó          |           |
| február 18. | Taylor Raddysh       | U20-as világbajnok kanadai jégkorongozó                                                        |           |
| február 18. | Ángelo Preciado      | ecuadori válogatott labdarúgó                                                                  |           |
| február 21. | Wilfried Kanga       | elefántcsontparti válogatott labdarúgó                                                         |           |
| február 25. | Nicholas D′Agostino  | ausztrál válogatott labdarúgó                                                                  |           |
| február 27. | Todd Cantwell        | angol korosztályos válogatott labdarúgó                                                        |           |
| február 27. | Vogyicska Bálint     | magyar labdarúgó                                                                               |           |
| február 28. | Brian Orosco         | argentin labdarúgó                                                                             |           |

### Március
| Születés       | Név                | Nemzetiség, sportág, eredmények                                                                                                  | Halálozás |
| -------------- | ------------------ | --- | --------- |
| március 1.     | Tarmo Reunanen     | finn jégkorongozó |           |
| március 2.     | Alexander Nylander | U17-es világbajnoki bronzérmes, U18-as és U20-as világbajnoki ezüstérmes svéd jégkorongozó                                       |           |
| március 5.     | Bo Bichette        | amerikai baseballjátékos |           |
| március 5.     | Logan Brown        | U18-as és U20-as világbajnoki bronzérmes amerikai jégkorongozó                                                                   |           |
| március 5.     | Diego Rossi        | Dél-amerikai U20-as bajnok uruguayi válogatott labdarúgó                                                                         |           |
| március 6.     | Ante Solomun       | horvát labdarúgó |           |
| március 7.     | Donovan Pines      | CONCACAF-aranykupa-győztes amerikai válogatott labdarúgó                                                                         |           |
| március 9.     | Oskar Steen        | U17-es világbajnoki bronzérmes, U18-as és U20-as világbajnoki ezüstérmes svéd jégkorongozó                                       |           |
| március 10.    | Morgan Guilavogui  | guineai válogatott labdarúgó |           |
| Dominik Schmid | svájci labdarúgó   | |           |
| március 12.    | Dragóner Filip     | magyar labdarúgó |           |
| március 13.    | Liu Shaoang        | / junior világbajnok, ifjúsági olimpiai bronzérmes, olimpiai, világ- és Európa-bajnok magyar-kínai rövid pályás gyorskorcsolyázó |           |
| március 14.    | Tyson Jost         | U20-as és felnőtt világbajnoki ezüstérmes kanadai válogatott jégkorongozó                                                        |           |
| március 15.    | Jana Feldkamp      | német női labdarúgó |           |
| március 17.    | Eetu Tuulola       | U18-as világbajnok finn jégkorongozó                                                                                             |           |
| március 18.    | Okuno Haruna       | junior, U23-as és felnőtt világbajnok, Ázsia Játékok bronzérmes japán szabadfogású női birkózó                                   |           |
| március 18.    | Orel Mangala       | belga válogatott labdarúgó |           |
| március 18.    | Janni Serra        | U17-es Európa-bajnoki ezüstérmes német labdarúgó                                                                                 |           |
| március 18.    | Jakob Stenqvist    | svéd jégkorongozó |           |
| március 18.    | Zane Waddell       | világbajnok dél-afrikai úszó |           |
| március 20.    | Toni Moya          | spanyol labdarúgó |           |
| március 22.    | Demjén Patrik      | magyar labdarúgó |           |
| március 22.    | Mads Berg Sande    | norvég labdarúgó |           |
| március 22.    | Miłosz Szczepański | lengyel korosztályos válogatott labdarúgó                                                                                        |           |
| március 24.    | Youba Diarra       | mali labdarúgó |           |
| március 25.    | Patryk Dziczek     | lengyel korosztályos válogatott labdarúgó                                                                                        |           |
| március 29.    | Brett Howden       | U18-as világbajnoki bronzérmes és U20-as világbajnok, Stanley-kupa-győztes kanadai jégkorongozó                                  |           |
| március 30.    | Fabio Lombini      | olasz úszó | 2020      |
| március 31.    | Jakob Chychrun     | / kanadai-amerikai jégkorongozó                                                                                                  |           |
| március 31.    | Faluvégi Dorottya  | junior világbajnok és felnőtt Európa-bajnoki bronzérmes magyar válogatott kézilabdázó                                            |           |
| március 31.    | Marko Nikolić      | szerb labdarúgó |           |

### Április
| Születés     | Név                | Nemzetiség, sportág, eredmények | Halálozás |
| ------------ | ------------------ | --- | --------- |
| április 2.   | Philipp Köhn       | svájci labdarúgó |           |
| április 3.   | Aly Mallé          | mali labdarúgó |           |
| április 3.   | Andrew Vaughn      | amerikai baseballjátékos |           |
| április 4.   | Dennis Cesana      | amerikai jégkorongozó |           |
| április 4.   | Anton Straka       | finn jégkorongozó |           |
| április 5.   | Fekete Dominik     | magyar autóversenyző |           |
| április 6.   | Nicolás González   | pánamerikai játékok bajnok, Copa América- és Artemio Franchi-trófea-győztes argentin válogatott labdarúgó                                                     |           |
| április 6.   | Matthew Phillips   | kanadai jégkorongozó |           |
| április 6.   | Ipalibo Jack       | nigériai labdarúgó |           |
| április 6.   | Alfons Sampsted    | izlandi válogatott labdarúgó |           |
| április 6.   | Abdussalam Magashy | nigériai labdarúgó |           |
| április 7.   | Paweł Żyra         | lengyel korosztályos válogatott labdarúgó |           |
| április 8.   | Shandon Baptiste   | grenadai válogatott labdarúgó |           |
| április 9.   | Yann Kitala        | francia labdarúgó |           |
| április 9.   | Nagy Dániel        | magyar autóversenyző |           |
| április 10.  | Riley Tufte        | U17-es világbajnoki ezüstérmes és U20-as világbajnoki bronzérmes amerikai jégkorongozó                                                                        |           |
| április 13.  | Lorrane Oliveira   | világbajnoki ezüstérmes, pánamerikai játékok bronzérmes, pánamerikai bajnok, dél-amerikai játékok aranyérmes és dél-amerikai bajnok brazil tornász, olimpikon |           |
| április 14.  | Matt Kiersted      | amerikai jégkorongozó |           |
| 0április 16. | Dante Vanzeir      | belga válogatott labdarúgó |           |
| április 17.  | Kristoffer Ajer    | norvég válogatott labdarúgó |           |
| április 19.  | Patrik Laine       | U20-as világbajnok, U18-as és felnőtt világbajnoki ezüstérmes finn válogatott jégkorongozó                                                                    |           |
| április 20.  | Vlagyiszlav Kara   | orosz jégkorongozó |           |
| április 22.  | Ouparine Djoco     | francia labdarúgó |           |
| április 22.  | Kamil Jóźwiak      | lengyel válogatott labdarúgó |           |
| április 27.  | Drake Batherson    | U20-as világbajnok és felnőtt világbajnoki ezüstérmes kanadai válogatott jégkorongozó                                                                         |           |
| április 27.  | Topias Haapanen    | finn jégkorongozó |           |
| április 30.  | Carlos Isaac       | spanyol labdarúgó |           |

### Május
| Születés  | Név                    | Nemzetiség, sportág, eredmények                                                          | Halálozás |
| --------- | ---------------------- | ---------------------------------------------------------------------------------------- | --------- |
| május 1.  | Besim Šerbečić         | bosznia-hercegovinai labdarúgó                                                           |           |
| május 2.  | Anders Dreyer          | dán válogatott labdarúgó                                                                 |           |
| május 2.  | Javi Hernández         | spanyol labdarúgó                                                                        |           |
| május 5.  | Joshua Mahura          | kanadai jégkorongozó                                                                     |           |
| május 5.  | Olli Juolevi           | finn jégkorongozó                                                                        |           |
| május 7.  | Jesse Puljujärvi       | finn jégkorongozó                                                                        |           |
| május 8.  | Johannes Eggestein     | német labdarúgó                                                                          |           |
| május 9.  | Faiq Bolkiah           | brunei válogatott labdarúgó                                                              |           |
| május 10. | Vitaly Janelt          | német labdarúgó                                                                          |           |
| május 10. | Linus Nässén           | svéd jégkorongozó                                                                        |           |
| május 11. | Niclas Almari          | finn jégkorongozó                                                                        |           |
| május 11. | Mërgim Berisha         | / német születésű koszovói–albán származású labdarúgó                                    |           |
| május 11. | Viktória Kužmová       | szlovák hivatásos teniszezőnő                                                            |           |
| május 12. | Samuel Girard          | kanadai jégkorongozó                                                                     |           |
| május 12. | Sveinn Aron Guðjohnsen | izlandi labdarúgó                                                                        |           |
| május 13. | Luca Zidane            | U17-es Európa-bajnok francia labdarúgó                                                   |           |
| május 13. | Jon Moncayola          | spanyol korosztályos válogatott labdarúgó                                                |           |
| május 15. | Nick Perbix            | amerikai válogatott jégkorongozó                                                         |           |
| május 17. | Damian Michalski       | lengyel labdarúgó                                                                        |           |
| május 18. | Cristhian Paredes      | paraguayi válogatott labdarúgó                                                           |           |
| május 21. | Aymen Barkok           | / marokkói származású német labdarúgó                                                    |           |
| május 21. | Mamadou Doucoure       | / szenegáli születésű francia labdarúgó                                                  |           |
| május 23. | Sérgio Sette Câmara    | brazil autóversenyző                                                                     |           |
| május 23. | Luca de la Torre       | U20-as CONCACAF-bajnok és CONCACAF Nemzetek ligája győztes amerikai válogatott labdarúgó |           |
| május 25. | Janne Kuokkanen        | finn jégkorongozó                                                                        |           |
| május 25. | Javi Puado             | spanyol válogatott labdarúgó                                                             |           |
| május 26. | Logan Stanley          | kanadai jégkorongozó                                                                     |           |
| május 26. | Montaszár Tálbí        | tunéziai válogatott labdarúgó                                                            |           |
| május 27. | Constantin Frommann    | német labdarúgó                                                                          |           |
| május 30. | Hugo Magnetti          | francia labdarúgó                                                                        |           |
| május 31. | Santino Ferrucci       | amerikai autóversenyző                                                                   |           |
| május 31. | Stephy Mavididi        | angol labdarúgó                                                                          |           |

### Június
| Születés   | Név                                | Nemzetiség, sportág, eredmények                                                                              | Halálozás |
| ---------- | ---------------------------------- | --- | --------- |
| június 2.  | Kristián Vallo                     | szlovák válogatott labdarúgó                                                                                 |           |
| június 4.  | Mohamed Bayo                       | guineai válogatott labdarúgó                                                                                 |           |
| június 4.  | Virgil Ghiță                       | román válogatott labdarúgó                                                                                   |           |
| június 4.  | Robert Gumny                       | lengyel válogatott labdarúgó                                                                                 |           |
| június 4.  | Viktor Gyökeres                    | / magyar származású svéd válogatott labdarúgó                                                                |           |
| június 4.  | Grzegorz Szymusik                  | lengyel korosztályos válogatott labdarúgó                                                                    |           |
| június 5.  | Yoël Armougom                      | francia labdarúgó                                                                                            |           |
| június 6.  | Alexis Claude-Maurice              | francia korosztályos válogatott labdarúgó                                                                    |           |
| június 7.  | Damian Chrzanowski                 | lengyel úszó                                                                                                 |           |
| június 7.  | Filip Gustavsson                   | svéd jégkorongozó                                                                                            |           |
| június 9.  | Jake Bean                          | kanadai jégkorongozó                                                                                         |           |
| június 9.  | Evander                            | brazil korosztályos válogatott labdarúgó                                                                     |           |
| június 10. | Kieffer Bellows                    | amerikai jégkorongozó                                                                                        |           |
| június 10. | Dennis Geiger                      | U17-es Európa-bajnoki ezüstérmes német labdarúgó                                                             |           |
| június 10. | Nyikita Dmitrijevics Slejher       | Európa- és Európa-játékok-bajnok orosz műugró                                                                |           |
| június 11. | Jesper Sellgren                    | U18-as és U20-as világbajnoki ezüstérmes svéd jégkorongozó                                                   |           |
| június 11. | Reggie Cannon                      | CONCACAF-aranykupa- és CONCACAF Nemzetek ligája-győztes amerikai válogatott labdarúgó                        |           |
| június 12. | Kjetil Haug                        | norvég korosztályos válogatott labdarúgó                                                                     |           |
| június 12. | Jean-Victor Makengo                | francia labdarúgó                                                                                            |           |
| június 12. | Felix Passlack                     | U17-es Európa-bajnoki ezüstérmes német labdarúgó                                                             |           |
| június 12. | Markus Schubert                    | U17-es és U21-es Európa-bajnoki ezüstérmes német labdarúgó                                                   |           |
| június 12. | Valter Attila                      | magyar országúti-kerékpárversenyző                                                                           |           |
| június 13. | Adam Norrodin                      | maláj gyorsasági motorversenyző                                                                              |           |
| június 14. | Tömösvári Bálint                   | magyar labdarúgó                                                                                             |           |
| június 15. | Moussa Djenepo                     | mali válogatott labdarúgó                                                                                    |           |
| június 17. | Hayden Coulson                     | angol labdarúgó                                                                                              |           |
| június 17. | Carl Johansson                     | svéd labdarúgó                                                                                               |           |
| június 17. | Benjamin Källman                   | finn válogatott labdarúgó                                                                                    |           |
| június 17. | Arnaud Nordin                      | francia labdarúgó, olimpikon                                                                                 |           |
| június 19. | José Luis Rodríguez Francis        | panamai válogatott labdarúgó                                                                                 |           |
| június 19. | Alekszandr Vlagyimirovics Krasznih | világ- és Európa-bajnok orosz úszó                                                                           |           |
| június 20. | Dante Fabbro                       | kanadai jégkorongozó                                                                                         |           |
| június 24. | Pierre-Luc Dubois                  | kanadai jégkorongozó                                                                                         |           |
| június 24. | Cédric Zesiger                     | svájci válogatott labdarúgó                                                                                  |           |
| június 24. | Kye Rowles                         | ausztrál válogatott labdarúgó                                                                                |           |
| június 25. | Kyle Chalmers                      | olimpiai és világbajnok ausztrál úszó                                                                        |           |
| június 25. | Mihail Alekszandrovics Szergacsev  | orosz jégkorongozó                                                                                           |           |
| június 25. | Henry Kessler                      | amerikai válogatott labdarúgó                                                                                |           |
| június 26. | Tosin Aiyegun                      | benini válogatott labdarúgó                                                                                  |           |
| június 28. | Joel Eriksson                      | svéd autóversenyző                                                                                           |           |
| június 29. | Eberechi Eze                       | angol labdarúgó                                                                                              |           |
| június 29. | Herjeczki Kristóf                  | magyar labdarúgó                                                                                             |           |
| június 29. | Markus Nurmi                       | finn jégkorongozó                                                                                            |           |
| június 30. | Mahdi Camara                       | francia labdarúgó                                                                                            |           |
| június 30. | Tom Davies                         | angol labdarúgó                                                                                              |           |
| június 30. | Pásztor Flóra                      | junior világbajnoki és junior-Európa-bajnoki bronzérmes, Európa-játékok ezüstérmes magyar tőrvívó, olimpikon |           |

### Július
| Születés   | Név                          | Nemzetiség, sportág, eredmények                                                                             | Halálozás |
| ---------- | ---------------------------- | --- | --------- |
| július 2.  | Olaus Skarsem                | norvég labdarúgó                                                                                            |           |
| július 3.  | Juan Iglesias                | spanyol labdarúgó                                                                                           |           |
| július 8.  | Yann Karamoh                 | francia labdarúgó                                                                                           |           |
| július 10. | Duplexe Tchamba              | kameruni válogatott labdarúgó                                                                               |           |
| július 11. | John Nelson                  | amerikai korosztályos válogatott labdarúgó                                                                  |           |
| július 13. | Ilja Gennagyievics Konovalov | orosz jégkorongozó                                                                                          |           |
| július 13. | Tobias Heintz                | norvég korosztályos válogatott labdarúgó                                                                    |           |
| július 14. | Romain Faivre                | francia labdarúgó                                                                                           |           |
| július 16. | Nick Robertson               | amerikai baseballjátékos                                                                                    |           |
| július 17. | Joachim Blichfeld            | dán jégkorongozó                                                                                            |           |
| július 17. | Gökhan Gül                   | U17-es Európa-bajnoki ezüstérmes német labdarúgó                                                            |           |
| július 18. | Joseph Woll                  | U18-es világbajnoki bronzérmes, U20-as világbajnok és felnőtt világbajnoki bronzérmes amerikai jégkorongozó |           |
| július 22. | Federico Valverde            | UEFA-bajnokok ligája- és FIFA-klubvilágbajnokság-győztes uruguayi válogatott labdarúgó                      |           |
| július 29. | Clayton Keller               | U17-es világbajnoki ezüstérmes, U18-as és U20-as világbajnok amerikai válogatott jégkorongozó               |           |
| július 30. | Jesper Bratt                 | U17-es világbajnoki bronzérmes és U18-as világbajnoki ezüstérmes svéd válogatott jégkorongozó               |           |

### Augusztus
- augusztus 3. – Alan Soñora, amerikai válogatott labdarúgó
- augusztus 5.
  - Mihail Dmitrijevics Vekoviscsev, világ- és Európa-bajnok orosz úszó
  - Kevin Rüegg, svájci korosztályos válogatott labdarúgó
  - Patryk Klimala, lengyel korosztályos válogatott labdarúgó
  - Ruben Vargas, svájci válogatott labdarúgó
- augusztus 7. – Süli Richárd, magyar atléta
- augusztus 9.
  - Dmitrij Mihajlovics Jalin, orosz műkorcsolyázó
  - Panajótisz Récosz, dél-afrikai születésű görög válogatott labdarúgó
- augusztus 11.
  - Juan Miguel Echevarría, fedett pályás világbajnok kubai távolugró atléta
  - Shayne Pattynama, indonéz labdarúgó
- augusztus 12.
  - Nikolaj Krag Christensen, dán jégkorongozó
  - Sztéfanosz Cicipász, görög hivatásos teniszező
  - Auston Trusty, amerikai válogatott labdarúgó
- augusztus 13.
  - Carter Hart, kanadai jégkorongozó
  - Gálfi Dalma, egyéniben és párosban junior Grand Slam-győztes magyar teniszezőnő
  - Milton Valenzuela, argentin korosztályos válogatott labdarúgó
- augusztus 14. – Magnus Grødem, norvég korosztályos válogatott labdarúgó
- augusztus 17. – Fabian Rohner, svájci korosztályos válogatott labdarúgó
- augusztus 18.
  - Strauss Mann, amerikai válogatott jégkorongozó, olimpikon
  - Scott Perunovich, U20-as világbajnoki bronzérmes amerikai jégkorongozó
- augusztus 19. – Ari Leifsson, izlandi válogatott labdarúgó
- augusztus 20.
  - Dominik Egli, svájci válogatott jégkorongozó
  - Anton Viktorovics Krivocjuk, azeri válogatott labdarúgó
- augusztus 21. – Alan Franco, ecuadori válogatott labdarúgó
- augusztus 22.
  - Koumba Selene Fanta Larroque, Európa-bajnoki ezüstérmes és világbajnoki bronzérmes francia női szabadfogású birkózó
  - Sebastian Kowalczyk, lengyel korosztályos válogatott labdarúgó
  - Júszef Máleh, olasz születésű marokkói válogatott labdarúgó
- augusztus 23. – Mats Rosenkranz, német teniszező
- augusztus 27.
  - Erika Brown, olimpiai bronzérmes és világbajnok amerikai úszónő
  - Robin Hack, német labdarúgó
- augusztus 29. – Bilal Boutobba, francia labdarúgó
- augusztus 31.
  - Elias Hadaya, svéd labdarúgó
  - Jacob Moverare, svéd jégkorongozó

### Szeptember
- szeptember 1.
  - Joseph Bouasse, kameruni labdarúgó († 2020)
  - Otto Koivula, finn jégkorongozó
  - Andrew Thomas, orosz-amerikai-brit labdarúgó
- szeptember 2.
  - Matt Freese, amerikai labdarúgó
  - Gaute Høberg Vetti, norvég korosztályos válogatott labdarúgó
  - Bryce Washington, amerikai labdarúgó
- szeptember 4.
  - Andrés Giménez, venezuelai basabelljátékos
  - Linus Högberg, svéd jégkorongozó
- szeptember 6. – Kiernan Dewsbury-Hall, angol labdarúgó
- szeptember 7.
  - Alec Georgen, U17-es Európa-bajnok francia labdarúgó
  - Denis Granečný, cseh labdarúgó
  - Ola Solbakken, norvég válogatott labdarúgó
  - Boubacar Fofana, francia labdarúgó
- szeptember 9.
  - Beni Baningime, kongói születésű angol labdarúgó
  - Marlon Fossey, amerikai korosztályos válogatott labdarúgó
- szeptember 11. – Martín Payero, argentin labdarúgó, olimpikon
- szeptember 13. – Jhohan Romaña, kolumbiai labdarúgó
- szeptember 14. – Nicolás Capaldo, argentin labdarúgó
- szeptember 18. – Christian Pulisic, UEFA-bajnokok ligája-, UEFA-szuperkupa- és FIFA-klubvilágbajnokság-győztes amerikai válogatott labdarúgó
- szeptember 19.
  - Jacob Bruun Larsen, dán labdarúgó
  - Nolan Patrick, kanadai jégkorongozó
- szeptember 20. – Khairul Idham Pawi, maláj gyorsasági motorversenyző
- szeptember 21. – Iké Ugbo, angol születésű kanadai válogatott labdarúgó
- szeptember 22. – Jerry Turkulainen, finn válogatott jégkorongozó
- szeptember 23. – Joël Schmied, svájci korosztályos válogatott labdarúgó
- szeptember 25. – Matej Maglica, horvát labdarúgó
- szeptember 26.
  - Mac Hollowell, kanadai jégkorongozó
  - Ivan Volodimirovics Pavlov, ukrán műkorcsoláyzó
  - Agon Muçolli, dán születésű albán korosztályos válogatott labdarúgó
- szeptember 29.
  - Jordan Lotomba, svájci válogatott labdarúgó
  - Kailer Yamamoto, amerikai jégkorongozó
- szeptember 30.
  - Christián Herc, szlovák válogatott labdarúgó
  - Jerome Ngom Mbekeli, kameruni válogatott labdarúgó

### Október
- október 1. – Jehan Daruvala, indiai autóversenyző
- október 2. – Christian Manrique, spanyol labdarúgó
- október 3. – Valentín Castellanos, argentin korosztályos válogatott labdarúgó
- október 4. – Cleilton Itaitinga, brazil labdarúgó
- október 5. – Háfra Noémi, junior világbajnok magyar válogatott kézilabdázó
- október 6. – Juuso Välimäki, U18-as világbajnok és U18-as világbajnoki ezüstérmes finn jégkorongozó
- október 7. – Trent Alexander-Arnold, UEFA-bajnokok ligája-, UEFA-szuperkupa- és FIFA-klubvilágbajnokság-győztes angol válogatott labdarúgó
- október 8. – Alistair Johnston, kanadai válogatott labdarúgó
- október 10.
  - Roni Allen, finn jégkorongozó
  - Maróty Mariann, magyar alpesisíző, olimpikon
  - Hilary Gong, nigériai labdarúgó
  - Thomas Santos, dán labdarúgó
- október 11.
  - Nico Feldner, osztrák válogatott jégkorongozó
  - Pej Hszing-zsu, világ- és Ázsia-bajnok kínai női szabadfogású birkózó
- október 12. – Bruno Jordão, portugál labdarúgó
- október 13.
  - Lias Andersson, U18-as és U20-as világbajnoki ezüstérmes, felnőtt világbajnok svéd válogatott jégkorongozó
  - Robin Salo, U18-as világbajnok és U18-as világbajnoki ezüstérmes finn jégkorongozó
  - Nico Hug, német labdarúgó
- október 14.
  - Brandon Vazquez, amerikai válogatott labdarúgó
  - Victor Nelsson, dán válogatott labdarúgó
  - Lewis O′Brien, angol labdarúgó
- október 15. – Giacomo Vrioni, olasz születésű albán válogatott labdarúgó
- október 22. – Harry Souttar, skót születésű ausztrál válogatott labdarúgó
- október 27.
  - Youssouf Ndayishimiye, burundi válogatott labdarúgó
  - Dayot Upamecano, U17-es Európa-bajnok és UEFA Nemzetek Ligája-győztes francia válogatott labdarúgó
- október 28.
  - Ménder García, kolumbiai korosztályos válogatott labdarúgó
  - Spencer Strider, amerikai baseballjátékos
- október 29. – Lance Stroll, kanadai autóversenyző, Formula–1-es pilóta
- október 30.
  - Jesper Boqvist, U18-as és U20-as világbajnoki ezüstérmes svéd jégkorongozó
  - Cale Makar, U20-as világbajnok és Stanley-kupa-győztes kanadai jégkorongozó

### November
- november 2. – Riley McGree, ausztrál válogatott labdarúgó
- november 3.
  - Dickson Abiama, nigériai labdarúgó
  - Gaëtan Coucke, belga labdarúgó
- november 4.
  - Allan Arigoni, svájci korosztályos válogatott labdarúgó
  - Achraf Hakimi, spanyol születésű marokkói válogatott labdarúgó
- november 10. – Djordje Mihailovic, amerikai válogatott labdarúgó
- november 11. – Callum Ilott, brit autóversenyző
- november 12.
  - Elias Pettersson, U18-as és U20-as világbajnoki ezüstérmes, felnőtt világbajnok svéd válogatott jégkorongozó
  - Stollár Fanny, ifjúsági olimpiai bronzérmes, párosban junior Grand Slam-győztes magyar teniszezőnő
- november 14. – Machop Chol, szudáni válogatott labdarúgó
- november 15. – Anton Stach, német válogatott labdarúgó
- november 19. – Joey Veerman, holland válogatott labdarúgó
- november 18. – Marcus Davidsson, U18-as és U20-as világbajnoki ezüstérmes svéd jégkorongozó
- november 22. – Casey Mittelstadt, U18-as és U20-as világbajnoki bronzérmes amerikai jégkorongozó
- november 24. – Jeremy Swayman, U20-as világbajnoki bronzérmes amerikai jégkorongozó
- november 27. – Martín Ojeda, argentin labdarúgó
- november 28. – Adalberto Carrasquilla, panamai válogatott labdarúgó
- november 29.
  - Hirano Ajumu, olimpiai ezüstérmes japán hódeszkás
  - Peák Barnabás, magyar profi kerékpárversenyző
- november 30. – Martin Zubimendi, spanyol válogatott labdarúgó, olimpikon

### December
- december 2. – Anna Nyikolajevna Kalinszkaja, orosz hivatásos teniszezőnő
- december 3. – David Brekalo, szlovén válogatott labdarúgó
- december 5. – Randal Kolo Muani, világbajnoki ezüstérmes francia válogatott labdarúgó, olimpikon
- december 6. – Luis Díaz, Costa Rica-i válogatott labdarúgó
- december 8. – Matthew Wilson, világbajnok ausztrál úszó
- december 9. – Stephane Diarra, elefántcsontparti labdarúgó
- december 13.
  - Callan Foote, U20-as világbajnok és Stanley-kupa-győztes amerikai születésű kanadai jégkorongozó
  - Severi Lahtinen, finn jégkorongozó
  - Otoguro Takuto, világ- és Ázsia-bajnok japán szabadfogású birkózó
- december 14. – Lukas Nmecha, U19-es és U21-es Európa-bajnok angol-német válogatott labdarúgó
- december 17. – Robbie Robinson, amerikai labdarúgó
- december 18.
  - Jake Oettinger, U18-as és U20-as világbajnok, felnőtt világbajnoki bronzérmes amerikai válogatott jégkorongozó
  - Simona Quadarella, olimpiai bronzérmes, világ- és Európa-bajnok olasz úszó
  - Calvin Stengs, holland válogatott labdarúgó
- december 19. – Odin Bjørtuft, norvég korosztályos válogatott labdarúgó
- december 20.
  - Kylian Mbappé, U19-es Európa-bajnok, felnőtt világbajnok és UEFA Nemzetek Ligája-győztes francia válogatott labdarúgó
  - Tóth Ivett, magyar műkorcsolyázó, olimpikon
  - Rick van Drongelen, holland labdarúgó
  - Pablo Ruiz, argentin korosztályos válogatott labdarúgó
- december 22. – Kaan Kairinen, finn válogatott labdarúgó
- december 24. – Alexis Mac Allister, világbajnok és Finalissima győztes argentin válogatott labdarúgó
- december 30.
  - Alec Van Hoorenbeeck, belga labdarúgó
  - Zachary Brault-Guillard, kanadai válogatott labdarúgó
- december 31.
  - Jászapáti Petra, magyar gyorskorcsolyázó
  - Anthony Racioppi, svájci korosztályos válogatott labdarúgó

## Halálozások
- január 4. – Iglói Mihály, magyar atléta, edző, olimpikon (* 1908)
- január 9. – Lia Manoliu, olimpiai bajnok román diszkoszvető († 1932)
- január 11. – Joe Becker, World Series bajnok amerikai baseballjátékos, edző (* 1908)
- február 6. – Sidó Ferenc, világ- és Európa-bajnok magyar asztaliteniszező (* 1923)
- március 7. – Antal József, magyar sportvezető, egyetemi tanár (* 1912)
- március 15. – Gennagyij Jegorovics Jevrjuzsihin, olimpiai bronzérmes szovjet válogatott orosz labdarúgó (* 1944)
- április 18. – Deák Ferenc, magyar válogatott labdarúgó, rekorder gólkirály (* 1922)
- május 7. – Hasznos István, olimpiai bajnok magyar vízilabdázó (* 1924)
- május 30. – Jozef Balázsy, csehszlovák válogatott labdarúgó (* 1919)
- június 18. – André Chorda, francia válogatott labdarúgó (* 1938)
- június 29. – Louis Hostin, olimpiai bajnok és világbajnoki ezüstérmes francia súlyemelő (* 1908)
- július 3. – Kazimierz Sokołowski, Európa-bajnoki ezüstérmes lengyel jégkorongozó, olimpikon (* 1908)
- augusztus 8.
  - Sam Balter, olimpiai bajnok amerikai kosárlabdázó (* 1909)
  - Szabó László, magyar sakkozó, nemzetközi nagymester, sakkolimpiai bajnok, tízszeres magyar bajnok (* 1917)
- szeptember 2. – Jackie Blanchflower, északír válogatott labdarúgó, hátvéd (* 1933)
- szeptember 21. – Florence Griffith Joyner, olimpiai és világbajnok amerikai atlétanő (* 1959)
- október 27. – Reidar Kvammen,  norvég válogatott labdarúgócsatár, edző (* 1914)
- november 13. – Hendrik Timmer, olimpiai bronzérmes holland teniszező (* 1904)
- december 20. – Sárkány Miklós, olimpiai és Európa-bajnok magyar vízilabdázó (* 1908)
- december 22. – Ivády Sándor, olimpiai és Európa-bajnok magyar vízilabdázó (* 1903)